# Stanley Bate
Stanley Richard Bate (født 12. december 1911 i Plymouth - død 19. oktober 1959 i London, England) var en engelsk komponist og pianist.
Bate studerede komposition og klaver på Det Kongelige Musikkonservatorium hos Ralph Vaughan Williams, Gordon Jacob og Arthur Benjamin. Han forsatte herefter sine kompositionsstudier hos Nadia Boulanger i Paris, og hos Paul Hindemith i Berlin. Bate har skrevet 4 symfonier, 2 sinfoniettas, orkesterværker, 5 klaverkoncerter, 3 violinkoncerter, operaer, kammermusik, sange, sceneværker, filmmusik og klaverstykker etc. Han var gift med den australske komponist Peggy Glanville-Hicks.

## Udvalgte værker
- Symfoni nr. 1 (1936) - for orkester
- Symfoni nr. 2 (1937–1939) -.for orkester
- Symfoni nr. 3 (1940) - for orkester
- Symfoni nr. 4 (1954–1955) - for orkester
- Sinfonietta No.1 (1938) - for orkester
- Sinfonietta No.2 (1944) - for orkester
- "Pastorale" (1946) - for orkester
- 5 Klaverkoncerter (1936-1938, 1940, 1951-1952, 1955, 1958) - for klaver og orkester
- 3 Violinkoncerter (1936-1937, 1943, 1947-1950) - for violin og orkester
- Cellokoncert (1953) - for cello og orkester